# Muzeum Roberta Kocha w Wolsztynie
Muzeum Roberta Kocha w Wolsztynie – jedna z trzech placówek  istniejącego od 1976 r. Muzeum Regionalnego w Wolsztynie. 
Założono je w 1996 r. na parterze budynku zbudowanego w latach 1842–1846, który początkowo pełnił rolę szpitala dla ubogich. W latach 1872–1880 mieszkał i pracował tutaj niemiecki lekarz i laureat Nagrody Nobla Robert Koch. Ekspozycja muzeum obejmuje pamiątki związane z tym wielkim uczonym, m.in. popiersie Kocha, wykonane przez Jerzego Winklera, mikroskop z czasów Kocha, zabytkowe meble i kopie dokumentów związanych z jego działalnością Kocha przechowywanych w archiwach Uniwersytetu Humboldtów w Berlinie. 
Działa tutaj również Fundacja oraz Stowarzyszenie Naukowe im. Roberta Kocha, których celem jest popularyzacja osiągnięć naukowych z dziedziny mikrobiologii, farmakologii  i pulmonologii. Organizowane są też sympozja naukowe i konferencje, upowszechniające wiedzę o życiu i działalności wielkiego uczonego. Stowarzyszenie współpracuje z Instytutem Roberta Kocha w Berlinie.